# Behrang Safari
Behrang Safari (in persiano  بهرنگ صفری‎; Teheran, 9 febbraio 1985) è un ex calciatore iraniano naturalizzato svedese, di ruolo difensore.

## Carriera

### Club
Arrivato in Svezia all'età di due anni al seguito della famiglia, cresce calcisticamente nelle giovanili del Malmö FF con cui dal 2004 al 2008 ottiene 59 presenze con 2 gol in campionato.
Nel 2008 passa al Basilea. Nel 2011 passa invece all'Anderlecht con cui gioca 69 partite fino al 2013 con cui ha vinto 2 campionati belgi (2011-2012 e 2012-2013).
Nel 2013 torna al Basilea rimanendovi fino al 2016 e dove in totale nelle sue due esperienze colleziona 158 presenze nel campionato svizzero con un gol all'attivo vincendo ben 4 campionati (2009-2010, 2010-2011, 2013-2014 e 2014-2015) e una Coppa Svizzera (2009-2010).
A partire dal 1º luglio 2016 torna ufficialmente ad essere un giocatore del Malmö FF, con cui vince il titolo nazionale a fine stagione, successo replicato anche al termine dei campionati 2017 e 2020, dopo il quale si ritira dal calcio professionistico.
Continua comunque a giocare tornando al Lunds SK, squadra militante nella settima serie svedese in cui aveva iniziato l'attività calcistica da bambino.

### Nazionale
Esordisce nel 2008 con la nazionale svedese, disputando 31 partite da lì al 2013.

## Statistiche

### Presenze e reti nei club
Statistiche aggiornate al 6 novembre 2016.
| Stagione          | Squadra           | Campionato        | Campionato | Campionato | Coppe nazionali | Coppe nazionali | Coppe nazionali | Coppe continentali | Coppe continentali | Coppe continentali | Altre coppe | Altre coppe | Altre coppe | Totale | Totale |
| Stagione          | Squadra           | Comp              | Pres       | Reti       | Comp            | Pres            | Reti            | Comp               | Pres               | Reti               | Comp        | Pres        | Reti        | Pres   | Reti   |
| ----------------- | ----------------- | ----------------- | ---------- | ---------- | --------------- | --------------- | --------------- | ------------------ | ------------------ | ------------------ | ----------- | ----------- | ----------- | ------ | ------ |
| 2008-2009         | Basilea           | SL                | 34         | 0          | CS              | 5               | 0               | UCL                | 9                  | 0                  | -           | -           | -           | 48     | 0      |
| 2009-2010         | Basilea           | SL                | 32         | 1          | CS              | 3               | 0               | UEL                | 10                 | 0                  | -           | -           | -           | 45     | 1      |
| 2010-2011         | Basilea           | SL                | 28         | 0          | CS              | 0               | 0               | UCL+UEL            | 10+2               | 0                  | -           | -           | -           | 40     | 0      |
| 2011-2012         | Anderlecht        | D1                | 20+4       | 0          | CB              | 1               | 0               | UEL                | 9                  | 0                  | -           | -           | -           | 34     | 0      |
| 2012-2013         | Anderlecht        | D1                | 14+6       | 0          | CB              | 3               | 0               | UCL                | 5                  | 0                  | SB          | 1           | 0           | 29     | 0      |
| Totale Anderlecht | Totale Anderlecht | Totale Anderlecht | 34+10      | 0          |                 | 4               | 0               |                    | 14                 | 0                  |             | 1           | 0           | 63     | 0      |
| 2013-2014         | Basilea           | SL                | 21         | 0          | CS              | 3               | 0               | UCL+UEL            | 7+3                | 0                  | -           | -           | -           | 34     | 0      |
| 2014-2015         | Basilea           | SL                | 25         | 0          | CS              | 2               | 0               | UCL                | 7                  | 0                  | -           | -           | -           | 34     | 0      |
| 2015-2016         | Basilea           | SL                | 18         | 0          | CS              | 1               | 0               | UCL+UEL            | 4+7                | 0                  | -           | -           | -           | 29     | 0      |
| Totale Basilea    | Totale Basilea    | Totale Basilea    | 158        | 1          |                 | 14              | 0               |                    | 59                 | 0                  |             | -           | -           | 231    | 1      |
| 2016              | Malmö FF          | A                 | 11         | 0          | CS              | 0               | 0               | -                  | -                  | -                  | -           | -           | -           | 11     | 0      |
| Totale carriera   | Totale carriera   | Totale carriera   | 203+10     | 1          |                 | 18              | 0               |                    | 73                 | 0                  |             | 1           | 0           | 305    | 0      |

### Cronologia presenze e reti in nazionale
| Cronologia completa delle presenze e delle reti in nazionale ― Svezia | Cronologia completa delle presenze e delle reti in nazionale ― Svezia | Cronologia completa delle presenze e delle reti in nazionale ― Svezia | Cronologia completa delle presenze e delle reti in nazionale ― Svezia | Cronologia completa delle presenze e delle reti in nazionale ― Svezia | Cronologia completa delle presenze e delle reti in nazionale ― Svezia | Cronologia completa delle presenze e delle reti in nazionale ― Svezia | Cronologia completa delle presenze e delle reti in nazionale ― Svezia |
| Data                                                                  | Città                                                                 | In casa                                                               | Risultato                                                             | Ospiti                                                                | Competizione                                                          | Reti                                                                  | Note                                                                  |
| --------------------------------------------------------------------- | --------------------------------------------------------------------- | --------------------------------------------------------------------- | --------------------------------------------------------------------- | --------------------------------------------------------------------- | --------------------------------------------------------------------- | --------------------------------------------------------------------- | --------------------------------------------------------------------- |
| 13-1-2008                                                             | San Juan                                                              | Costa Rica                                                            | 0 – 1                                                                 | Svezia                                                                | Amichevole                                                            | -                                                                     | 67’                                                                   |
| 19-1-2008                                                             | Carson                                                                | Stati Uniti                                                           | 2 – 0                                                                 | Svezia                                                                | Amichevole                                                            | -                                                                     | 61’ 90’                                                               |
| 6-2-2008                                                              | Istanbul                                                              | Turchia                                                               | 0 – 0                                                                 | Svezia                                                                | Amichevole                                                            | -                                                                     | 62’                                                                   |
| 11-10-2008                                                            | Solna                                                                 | Svezia                                                                | 0 – 0                                                                 | Portogallo                                                            | Qual. Mondiali 2010                                                   | -                                                                     |                                                                       |
| 19-11-2008                                                            | Amsterdam                                                             | Paesi Bassi                                                           | 3 – 1                                                                 | Svezia                                                                | Amichevole                                                            | -                                                                     | 46’                                                                   |
| 10-6-2009                                                             | Göteborg                                                              | Svezia                                                                | 4 – 0                                                                 | Malta                                                                 | Qual. Mondiali 2010                                                   | -                                                                     |                                                                       |
| 12-8-2009                                                             | Göteborg                                                              | Svezia                                                                | 1 – 0                                                                 | Finlandia                                                             | Amichevole                                                            | -                                                                     |                                                                       |
| 5-9-2009                                                              | Budapest                                                              | Ungheria                                                              | 1 – 2                                                                 | Svezia                                                                | Qual. Mondiali 2010                                                   | -                                                                     |                                                                       |
| 9-9-2009                                                              | Ta' Qali                                                              | Malta                                                                 | 0 – 1                                                                 | Svezia                                                                | Qual. Mondiali 2010                                                   | -                                                                     | 45+1’                                                                 |
| 10-10-2009                                                            | Copenaghen                                                            | Danimarca                                                             | 1 – 0                                                                 | Svezia                                                                | Qual. Mondiali 2010                                                   | -                                                                     |                                                                       |
| 14-10-2009                                                            | Solna                                                                 | Svezia                                                                | 4 – 1                                                                 | Albania                                                               | Qual. Mondiali 2010                                                   | -                                                                     |                                                                       |
| 18-11-2009                                                            | Cesena                                                                | Italia                                                                | 1 – 0                                                                 | Svezia                                                                | Amichevole                                                            | -                                                                     | 59’                                                                   |
| 3-3-2010                                                              | Swansea                                                               | Galles                                                                | 0 – 1                                                                 | Svezia                                                                | Amichevole                                                            | -                                                                     | 62’                                                                   |
| 29-5-2010                                                             | Solna                                                                 | Svezia                                                                | 4 – 2                                                                 | Bosnia ed Erzegovina                                                  | Amichevole                                                            | -                                                                     |                                                                       |
| 2-6-2010                                                              | Minsk                                                                 | Bielorussia                                                           | 0 – 1                                                                 | Svezia                                                                | Amichevole                                                            | -                                                                     | 85’                                                                   |
| 11-8-2010                                                             | Solna                                                                 | Svezia                                                                | 3 – 0                                                                 | Scozia                                                                | Amichevole                                                            | -                                                                     |                                                                       |
| 3-9-2010                                                              | Solna                                                                 | Svezia                                                                | 2 – 0                                                                 | Ungheria                                                              | Qual. Euro 2012                                                       | -                                                                     |                                                                       |
| 7-9-2010                                                              | Malmö                                                                 | Svezia                                                                | 6 – 0                                                                 | San Marino                                                            | Qual. Euro 2012                                                       | -                                                                     |                                                                       |
| 12-10-2010                                                            | Amsterdam                                                             | Paesi Bassi                                                           | 4 – 1                                                                 | Svezia                                                                | Qual. Euro 2012                                                       | -                                                                     | 46’                                                                   |
| 17-11-2010                                                            | Göteborg                                                              | Svezia                                                                | 0 – 0                                                                 | Germania                                                              | Amichevole                                                            | -                                                                     | 69’                                                                   |
| 9-2-2011                                                              | Nicosia                                                               | Svezia                                                                | 1 – 1 dts (5 – 6 dtr)                                                 | Ucraina                                                               | Amichevole                                                            | -                                                                     | 78’                                                                   |
| 10-8-2011                                                             | Charkiv                                                               | Ucraina                                                               | 0 – 1                                                                 | Svezia                                                                | Amichevole                                                            | -                                                                     | 62’                                                                   |
| 11-11-2011                                                            | Copenaghen                                                            | Danimarca                                                             | 2 – 0                                                                 | Svezia                                                                | Amichevole                                                            | -                                                                     |                                                                       |
| 30-5-2012                                                             | Göteborg                                                              | Svezia                                                                | 3 – 2                                                                 | Islanda                                                               | Amichevole                                                            | -                                                                     |                                                                       |
| 15-8-2012                                                             | Solna                                                                 | Svezia                                                                | 0 – 3                                                                 | Brasile                                                               | Amichevole                                                            | -                                                                     |                                                                       |
| 6-9-2012                                                              | Helsingborg                                                           | Svezia                                                                | 1 – 0                                                                 | Cina                                                                  | Amichevole                                                            | -                                                                     | 88’                                                                   |
| 11-9-2012                                                             | Malmö                                                                 | Svezia                                                                | 2 – 0                                                                 | Kazakistan                                                            | Qual. Mondiali 2014                                                   | -                                                                     |                                                                       |
| 16-10-2012                                                            | Berlino                                                               | Germania                                                              | 4 – 4                                                                 | Svezia                                                                | Qual. Mondiali 2014                                                   | -                                                                     |                                                                       |
| 14-11-2012                                                            | Solna                                                                 | Svezia                                                                | 4 – 2                                                                 | Inghilterra                                                           | Amichevole                                                            | -                                                                     | 46’                                                                   |
| 22-3-2013                                                             | Solna                                                                 | Svezia                                                                | 0 – 0                                                                 | Irlanda                                                               | Qual. Mondiali 2014                                                   | -                                                                     |                                                                       |
| 26-3-2013                                                             | Žilina                                                                | Slovacchia                                                            | 0 – 0                                                                 | Svezia                                                                | Amichevole                                                            | -                                                                     |                                                                       |
| Totale                                                                |                                                                       | Presenze                                                              | 31                                                                    |                                                                       | Reti                                                                  | 0                                                                     |                                                                       |

## Palmarès

### Club

#### Competizioni nazionali
- Campionato svizzero: 4

Basilea: 2009-2010, 2010-2011, 2013-2014, 2014-2015
- Coppa Svizzera: 1

Basilea: 2009-2010
- Campionato belga: 2

Anderlecht: 2011-2012, 2012-2013
- Campionato svedese: 3

Malmö: 2016, 2017, 2020